# 白雪遺音
《白雪遺音》是一本中國清代中葉的俗曲集，於1804年編輯完成，至1828年刊行。錄有民間俗曲839首，分為4卷，編者為華廣生。成書初期僅在少數文人間流傳，1925年由鄭振鐸發現刻本後，才公諸於世。但是多以鄭振鐸、汪靜之二人的選本為主。
其收錄的俗曲內容，曲調上以〈馬頭調〉最多。語言上，則多以簡單、直白的詞語為主，但也留下了些許文人修飾的痕跡；題材上，以男女情事最多，也有歌詠歷史事件或小說戲曲中的故事，或是描寫鄉村風物的。在這些作品中，大致反映出清代民間社會對弱勢的同情、對欲望的肯定，以及對權力的批判。

## 編輯與出版歷程
《白雪遺音》的編者為華廣生，字春田，乾隆、嘉慶年間山東歷城人，生平事跡不詳。根據書中高文德序的記載，華廣生約在1797年到1798年間開始蒐錄民間俗曲，1804年完成自序，到1828年方才由玉慶堂刊行。全書22萬餘字，分四卷710篇，共計蒐羅11種當時流行小曲839首（一說780首），多半為山東民歌。一開始可能因為內容涉及色情猥褻，遭到官府禁止或劈版，所以流傳不廣。
1925年，鄭振鐸無意間發現1828年的刻本，從中選出137首交由上海開明書店出版，名為《白雪遺音選》；1930年，汪靜之又從中原書中另選出207首，由上海北新書局出版，名為《白雪遺音續選》。從來坊間發行的《白雪遺音》，多為鄭、汪選本的合輯。僅1959年上海中華書局有出版全本的《白雪遺音》，但已非1828年的刻版。

## 內容
《白雪遺音》原書共四卷，各卷內容如下：

### 首卷
- 目錄
- 序文五篇（依序為：高文德、常瑞泉、陳燕、吳淳、華廣生）
- 華廣生擬作〈馬頭調‧借書人〉一首
- 「馬頭調帶把」工尺譜
- 馬頭調帶把 211首
- 嶺兒調 34首

### 卷二
- 馬頭調 304首
- 滿江紅 21首
- 銀紐絲 8首

### 卷三
- 剪靛花 35首
- 起字呀呀喲 35首
- 八角鼓 49首
- 南詞 110首
- 小郎兒 4首
- 九連環 1首
- 七香車 1首

### 卷四
- 南詞
- 彈詞：《玉蜻蜓》中九回

本卷共計33篇。

## 格律
《白雪遺音》收錄的俗曲中，約有40種以上的曲牌，通常一個曲牌就是一個曲調，不同作者依調填詞。受到散曲的影響，可以填入襯字增加每句的長度，襯字多半加在句首，且不可用在押韻之處。這些襯字在演唱的時候，不會影響該句音樂旋律的長短，襯字越多就得唱得越急促。
若要增加長度，則有「增句」、「帶尾」、「帶把」三種方式。增句指在句中重覆某段旋律，但不改動句式，一般而言，會在增加的句子前加上虛腔。帶尾則是以重覆末句句式的方法來補足文意。帶把即「帶白」，是在兩人合唱時，合音者在曲子句式的中間插入額外的文句，這些文句仍有一定曲調，而且必須押韻，通常有補足文意的功用。
當單支曲牌的長度不足以表達內容時，則有「重頭」與「牌子曲」兩種方式。前者是同一曲牌重覆兩次以上完成，在《白雪遺音》中以〈剪靛花〉最常見。後者則是以「曲頭－曲中－曲尾」的方式構成套曲，其中曲頭與曲尾是以同一個曲牌拆開而成，曲中聯綴完整的曲牌而成，聯綴的數量不等。
《白雪遺音》中常見的曲牌有：
1. 馬頭調：句式為「七，四、四，三、七，三、七；四、四，三、七，三、七。」每句押韻，一韻到底。碼頭的調子，盛行於商業往來頻繁之處，題材最為廣泛。
2. 嶺頭調：又稱嶺兒調，內容多為思婦懷人或傳奇小說故事，句式與〈馬頭調〉相近，是否為同曲異名，目前尚難定論。
3. 滿江紅：句式為「三、三、四，三、三、四，三、三、五，五、五，三、三、五、（五）」，流行於乾隆年間，但始見於《白雪遺音》。學者傅惜華認為源自南曲正宮過曲。
4. 剪靛花：句式為「七、七、五、五」或「七、七、四、四」，三、四句常使用疊句，並在中間加上虛腔「哎喲」。另有俗名剪甸花、剪剪花、靛花開，在妓院頗為流行，內容多言情。由於旋律短，常以「重頭」的方式增加變化。
5. 起字呀呀呦：常用頂針格貫串，也最常應用於「牌子曲」的首尾，多是文人作品。
6. 八角鼓：本曲牌僅錄於《白雪遺音》，其曲名由來自滿族民間流行的一種打擊樂器八角鼓。這類曲詞本來是八旗子弟閒暇時自娛的，因士兵駐守各地而流傳至民間，所以有不少出於貴族文士之作，文詞極為典雅，不似民間作品。
7. 南詞：即浙江平湖調，篇幅長，多為敘事詩，內容以白蛇傳、珍珠塔、紅樓夢等愛情故事為主。[1][3][7][8]

## 語言風格
《白雪遺音》所用語言是口語化的詩歌語言，有民歌尖新婉轉的特點，多半有主題集中、明確、簡潔、單純這幾項要求。為了在傳唱時易於讓聽眾了解，所以文詞的用字淺易，容易記誦、理解。在表現手法上，除了傳統詩歌的賦、比、興之外，也常用誇飾、疊句、疊字、對比的手法加強文字的力量。節奏活潑，有時會帶上俚俗諧趣的口吻。
在情緒的表達上，《白雪遺音》的呈現多為真實、赤裸、狂縱的。情歌樂而淫、淫而蕩，對於壓迫的批判則是哀而怨、怨而怒，與傳統文人詩歌強調的「溫柔敦厚」大異其趣。而為了讓抽象的情感能夠更具有感染力，通常會以名詞、動詞、形容詞等實詞產生豐富的視覺形象。
在人物的描寫上，通常較為單薄，只取最為人所知的故事片段，直接表現人物性格的特色。這是受限於民歌多半篇幅不長、能夠鋪陳的篇幅有限的緣故。
有別於文人創作以「練字」方式來達到生動的效果，《白雪遺音》中的民歌是以口語化的語氣，表現述敘者的性格，所以會看到感嘆詞、助詞以及襯字的大量運用，鮮少套語。
不過也有學者指出，在抄錄的過程中，文人可能增添了一些贅字，或是動筆仿作。因此有些歌詞會有拗口累贅的情況，可能已非歌詞原貌。

## 題材
與乾隆末年刊行的俗曲集《霓裳續譜》相較，《白雪遺音》的內容較為廣泛，其實中最多的依然是描述男女情愛的作品，但也像歌詠歷史事件、改寫小說戲曲故事、描寫鄉村風物等題材，也為數不少。鄭振鐸將其分為：小說戲曲裡的故事和人物、應景的歌詞、遊戲文章（如聯綴人名、戲名等）、格言式的教訓文字、歷史上或地方上的故事和案件、引經據典的歌詞、情詞等幾個大類。
這些題材反映了明清社會中，著重人情、反對自宋明理學以來高張的「存天理，去人欲」觀念。例如描寫男女情事的曲子中，以嘲弄妓女為題材的作品數量大幅減少，大多是以妓女自傷的口吻表達對她們的同情；對於男女相思之情，也多有敘述，包括女子思嫁、未婚男女偷情、已婚者外遇，甚至未婚懷孕等情事，都出現在歌詞中。這些「淫詞」多半從女性的角度發聲，根據內容的描述可以發現，禮教的束縛不僅對俚俗的鄉間男女無用，連大家閨秀都可能跨越。有些作品因過於猥褻，鄭振鐸在選錄時甚至「沒有勇氣去印」。不過，部分作品雖然在內容中大談情欲，仍要加上道德勸戒的文句，以包裝其情欲書寫，呈現出通俗文學在面對情欲時，仍有矛盾的心理存在。
晚明資本主義的萌芽，也影響了《白雪遺音》中對社會現象的描寫。普通大眾為了滿足自身對名利的渴望，往往會描寫商人逐利、士人追求功名現象，或是歌頌帝王將相的功績。一般而言，自困頓中發跡而獲得成功，或是平定動亂的人物，都會受到曲詞的肯定。不過其中所歌詠的歷史人物，通常與史實無關，而是依據民間戲曲或小說的形象加以發揮，甚至有時候會有張冠李代的錯植發生。據統計，《白雪遺音》中詠人物的曲子，取材最多的小說是《三國演義》，而戲曲則是《西廂記》。其他如《西遊記》、《水滸傳》、《白蛇傳》、《琵琶記》、《牡丹亭》、《紅樓夢》等等都有述及。
另一方面，清代的情欲美學特色在批判。承襲了傳統詩歌諷諭的精神，在面對假道學的讀書人、以道德迫害兒女的父母，或是剝削人民的官吏時，《白雪遺音》中亦可看到許多以同情下位者的觀點，對於上位者進行批判的作品。